# Молчанов, Александр Николаевич (экономист)
Александр Николаевич Молчанов (8 сентября 1913 — 23 февраля 1993) — доктор экономических наук, профессор, заслуженный деятель науки РСФСР. Участник Великой Отечественной войны.

## Биография
Родился в 1913 году в Рязанской губернии. В 1938 году с отличием окончил Ленинградский финансово-экономический институт. Когда началась Великая Отечественная война, добровольцем ушёл на фронт. В 1941 году стал солдатом Народного ополчения Ленинградского фронта. После окончания Харьковского военного училища был в составе 1-го Белорусского фронта и дошёл до Берлина. Был ранен. В 1943 году стал членом КПСС. После окончания войны продолжил обучение в аспирантуре. В 1947 году защитил кандидатскую диссертацию по проблемам участия банков в хозяйственной деятельности. Возглавлял Финансовую Академию Министерства финансов. В 1956 году стал деканом заочного факультета в ЛФЭИ. С 1960 по 1980 год был проректором по научной работе.
Предложением Молчанова было начать изучать зарубежную банковскую и финансовую деятельность, сравнительный анализ денежно-кредитных и финансовых систем. Создавал условия для новых исследований. В 1974 году за заслуги в развитии научной деятельности ему было присвоено почётное звание «Заслуженный деятель науки РСФСР». Руководил подготовкой и изданием учебников и пособий для экономических вузов.

## Награды
- Орден Отечественной войны II степени[3];
- Орден Трудового Красного Знамени;
- Медаль «За доблестный труд в Великой Отечественной войне 1941—1945 гг.».